# Congruenza (geometria)
In geometria, due figure si dicono congruenti (dal latino congruens: concordante, appropriato), quando hanno la stessa forma e le stesse dimensioni, quindi quando sono perfettamente sovrapponibili. Formalmente, sono congruenti quando è possibile trasformare l'una nell'altra per mezzo di una isometria, ovvero per mezzo di una combinazione di traslazioni, rotazioni e riflessioni.
La congruenza di due figure piane si può interpretare visivamente in questo modo: tagliando una figura con le forbici è possibile sovrapporla  all'altra in modo che entrambe combacino perfettamente. Nel suo Grundlagen der Geometrie, Hilbert descrive la congruenza come una delle tre relazioni binarie primitive della geometria euclidea e ne delinea le proprietà transitiva, riflessiva e simmetrica. Pertanto, la congruenza è una relazione d'equivalenza.

## Notazione
Il simbolo più comunemente usato per la congruenza è il simbolo uguale con una tilde sopra, ≅, che corrisponde al carattere Unicode "circa uguale" (U+2245). Nel Regno Unito viene a volte usato il simbolo uguale a tre lineette, ≡, (U+2261).